# Вінслов-Вест
Вінслов-Вест (англ. Winslow West) — переписна місцевість (CDP) в США, в округах Коконіно і Навахо штату Аризона. Населення — 457 осіб (2020).

## Географія
Вінслов-Вест розташований за координатами 34°59′27″ пн. ш. 110°42′29″ зх. д. / 34.99083° пн. ш. 110.70806° зх. д. (34.990905, -110.708002).  За даними Бюро перепису населення США в 2010 році переписна місцевість мала площу 46,26 км², з яких 46,25 км² — суходіл та 0,01 км² — водойми.

## Демографія
Згідно з переписом 2010 року, у переписній місцевості мешкало 438 осіб у 135 домогосподарствах у складі 111 родини. Густота населення становила 9 осіб/км².  Було 173 помешкання (4/км²).
Расовий склад населення:
| - 43,8 % — корінних американців - 43,2 % — білих - 1,1 % — чорних або афроамериканців - 4,3 % — осіб інших рас |

До двох чи більше рас належало 7,5 %. Частка іспаномовних становила 17,4 % від усіх жителів.
За віковим діапазоном населення розподілялося таким чином: 42,5 % — особи молодші 18 років, 51,3 % — особи у віці 18—64 років, 6,2 % — особи у віці 65 років та старші. Медіана віку мешканця становила 23,3 року. На 100 осіб жіночої статі у переписній місцевості припадало 84,0 чоловіків;  на 100 жінок у віці від 18 років та старших — 88,1 чоловіків також старших 18 років.
Середній дохід на одне домашнє господарство  становив 38 062 долари США (медіана — 23 393), а середній дохід на одну сім'ю — 27 687 доларів (медіана — 19 531). За межею бідності перебувало 48,1 % осіб, у тому числі 32,7 % дітей у віці до 18 років та 0,0 % осіб у віці 65 років та старших.
Цивільне працевлаштоване населення становило 129 осіб. Основні галузі зайнятості: освіта, охорона здоров'я та соціальна допомога — 29,5 %, фінанси, страхування та нерухомість — 23,3 %, транспорт — 13,2 %, мистецтво, розваги та відпочинок — 8,5 %.